# Ирвин Велш
Ирвин Велш (енгл. Irvine Welsh; Лит, 27. септембар 1958) је шкотски писац, драмски писац и сценариста, најпознатији по свом роману Трејнспотинг (енгл. Trainspotting, 1993), који је касније екранизован у истоименом филму Денија Бојла 1996. године. Велшев стил писања карактерише употреба шкотског дијалекта, мрачни хумор и мотиви зависности, маргинализације и насиља.

## Биографија
Велш је рођен у радничкој породици у Литу, предграђу Единбурга. Напустио је школу у раним тинејџерским годинама и преселио се у Лондон током 1970-их, где је радио различите послове и био активан у панк и хаус музичкој сцени.
Током 1980-их враћа се у Единбург, где студира на Универзитету Хериот-Ват и почиње да ради као локални функционер. У том периоду настају његове прве књижевне идеје, инспирисане животом маргинализованих људи и сопственим искуствима са дрогом.

## Књижевни рад
Његов дебитантски роман, Трејнспотинг (1993), стекао је култни статус и убрзо је адаптиран у истоимени филм. Велш је наставио да пише романе, приповетке и драме:
- The Acid House (1994) – збирка кратких прича
- Marabou Stork Nightmares (1995)
- Filth (1998) – екранизован 2013. са Џејмсом Мекавојем у главној улози
- Glue (2001)
- Porno (2002) – наставак Трејнспотинга
- Skagboys (2012) – преднаставак Трејнспотинга
- Dead Men's Trousers (2018) – закључак саге о Марку Рентону и његовој дружини

## Теме и стил
Велш често пише о зависности, насиљу, мушким пријатељствима, животу радничке класе и социјалној изопштености. Познат је по употреби колоквијалног језика и шкотског дијалекта, као и експерименталном приступу нарацији и структури.

## Остали радови
Поред књига, Велш је писао сценарије за филмове и телевизију, као и позоришне адаптације својих дела. Активан је и као ди-џеј и културни коментатор, посебно у домену музике и политике.

## Приватни живот
Ирвин Велш живи на релацији између Единбурга, Лондона и Мајамија. Навијач је фудбалског клуба Хибернијан (енгл. Hibernian F.C.), који често помиње у својим делима.